# 1º de Maio Esporte Clube de Petrolina
Maillots
Le 1º de Maio Esporte Clube est un club brésilien de football basé à Petrolina dans l'État du Pernambouc. Le club évolue en seconde division du championnat du Pernambouc. Son principal rival est le Petrolina Sport Club, lui aussi basé à Petrolina.